# Remixes (álbum de Yuridia)
Remixes es un disco de remezclas de la cantante mexicana Yuridia. En su mayoría los temas que incluye el disco fueron sencillos de sus anteriores placas discográficas.

## Lanzamiento y promoción
De la mano del productor Sebastián Arocha Morton, Yuridia regresó con este material que fusionó los géneros favoritos de Morton como el trip-hop y el acid-jazz, informó su sello discográfico.
El álbum debutó en el puesto número 68 en México en Amprofon, durando 6 semanas en el Top 100 de los discos más vendidos en México, siendo el número 59 su posición más alta; las ventas del álbum en México han alcanzado poco más de 30 mil discos vendidos mientras que en Estados Unidos vendió alrededor de las 50 mil unidades. 
Mientras que en Estados Unidos logró debutar en el número 13 de Latin Pop Albums de Billboard; siendo el número 19 su última posición durando solo 2 semanas en dicha lista; mientras que en Top Electronic Albums debutó en el número 22.

## Lista de canciones
| N.º | Título                                                                            | Duración |  |
| 1.  | «Ahora entendí» (Rocasound Phunk Mix)                                             | 4:27     |  |
| 2.  | «Ángel» (Rocasound Mix)                                                           | 3:28     |  |
| 3.  | «Se me va la vida» (Rocasound Mix)                                                | 5:49     |  |
| 4.  | «Eclipse total del amor» (Total Eclipse Of The Heart) (Rocasound Mix)             | 6:55     |  |
| 5.  | «Como yo nadie te ha amado» (This Ain't A Love Song) (Rocasound Balearic Version) | 4:14     |  |
| 6.  | «Yo por él» (Rocasound Peaktime Dub)                                              | 5:30     |  |
| 7.  | «En su lugar» (Rocasound Electro Mix)                                             | 5:55     |  |
| 8.  | «Habla el corazón» (Listen To Your Heart) (Rocasound Mix)                         | 4:37     |  |
| 9.  | «Maldita primavera» (Rocasound Bristol Dub)                                       | 3:45     |  |
| 10. | «Como yo nadie ye ha amado» (This Ain't A Love Song) (L.E.X. Reaffirmation Edit)  | 3:36     |  |

## Posiciones y ventas

### Semanales
| País           | Lista                       | Mejor posición |
| -------------- | --------------------------- | -------------- |
| México         | AMPROFON                    | 68             |
| Estados Unidos | Top Latin Albums            | 71             |
| Estados Unidos | Latin Pop Albums            | 13             |
| Estados Unidos | Top Dance Electronic Albums | 22             |